# 頭頓機場
头顿机场（越南语：／）是一个位于越南南部巴地头顿省的军民合用机场，主要服务军用。该机场最初是完全军用机场，到上个世纪九十年代中期才开始服务民用该机场距市区仅2公里，距胡志明市121公里，距河内市1778公里。。跑道及起降飞机：该机场有一条跑道，长1000米。主要起降飞机为塞斯纳、里尔喷射机、直升机、安2飞机、私人飞机和苏霍伊、米格、图等战斗机。